# Ritmo, sal y pimienta
Ritmo, sal y pimienta es una película en blanco y negro de Argentina dirigida por Carlos Torres Ríos sobre el guion de Julio Porter según el argumento de Ricardo Lorenzo (Borocotó) que se estrenó el 7 de febrero de 1951 y que tuvo como protagonistas a Lolita Torres, Ricardo Passano y María Esther Gamas.

## Sinopsis
El dueño de un colmao se opone a que su hija sea cantante y ella se enamora de un muchacho que no es su novio.

## Reparto
- Lolita Torres.....Lolita González Torres
- Ricardo Passano.....Gerardo
- María Esther Gamas....Renée
- Mario Baroffio....don Alejandro González
- María Luisa Santés.....tía Aurora
- Gogó Andreu.....Guillermo
- Tito Climent....Pablo
- Marcos Zucker.....Ernesto
- Alfredo Barbieri.....José
- Olga Gatti

## Comentarios
Noticias Gráficas opinó:

”Un argumento que no tienecasi ritmo, la que le escasea la sal y que pimienta, lo que se dice pimienta, no se gusta por ningún lado.”